# La Peña
La Peña – gmina w Hiszpanii, w prowincji Salamanka, w Kastylii i León, o powierzchni 25,19 km². W 2011 roku gmina liczyła 123 mieszkańców.